# Fountain Hill (Arkansas)
Pour les articles homonymes, voir Fountain Hill.
Fountain Hill est une municipalité du comté d'Ashley, dans l’État de l’Arkansas aux États-Unis.

## Démographie
| 1930 | 1940 | 1950 | 1960 | 1970 | 1980 |
| ---- | ---- | ---- | ---- | ---- | ---- |
| 215  | 267  | 320  | 230  | 266  | 352  |

| 1990 | 2000 | 2010 | - | - | - |
| ---- | ---- | ---- | - | - | - |
| 195  | 159  | 175  | - | - | - |